# City Football Group
City Football Group (CFG) is een in het Verenigd Koninkrijk gevestigde holding die aandelen heeft in voetbalclubs in diverse landen. De groep is eigendom van drie organisaties; waarvan het merendeel van de aandelen in handen is van Abu Dhabi United Group (81%) en het Amerikaanse Silver Lake (18%) en het Chinese CITIC Group (1%) de overige aandelen hebben.

## Clubs

### Manchester City
In 2008 kocht Mansour bin Zayed Al Nahyan voor 185 miljoen euro een meerderheidsbelang in Manchester City van de vorige eigenaar Thaksin Shinawatra. Na de overname werd de organisatie van de club volledig herzien met de bedoeling zo snel mogelijk naar de top te stijgen. Er werden grote aankopen gedaan – onder andere Vincent Kompany, Kevin De Bruyne, Nigel de Jong, David Silva, Sergio Agüero, Jack Grealish, Erling Haaland kwamen door de jaren heen naar de club – en verschillende trainers passeerden de revue met wisselend succes, waaronder Roberto Mancini, Manuel Pellegrini en Josep Guardiola. Ook investeerde de City Football Group in een hypermodern trainingscomplex en uitbreiding van het Etihad Stadium.
| Competitie                             | Aantal | Jaren                                                                  |
| -------------------------------------- | ------ | ---------------------------------------------------------------------- |
| Premier League                         | 8x     | 2011/12, 2013/14, 2017/18, 2018/19, 2020/21, 2021/22, 2022/23, 2023/24 |
| FA Cup                                 | 3x     | 2010/11, 2018/19, 2022/23                                              |
| EFL Cup                                | 6x     | 2013/14, 2015/16, 2017/18, 2018/19, 2019/20, 2020/21                   |
| FA Community Shield                    | 3x     | 2012, 2018, 2019                                                       |
| UEFA Champions League                  | 1x     | 2022/23                                                                |
| UEFA Super Cup                         | 1x     | 2023                                                                   |
| Wereldkampioenschap voetbal voor clubs | 1x     | 2023                                                                   |

#### Manchester City (vrouwen)
Hoewel Manchester City WFC al sinds 1988 bestaat opereerde het eerst als zelfstandige club. Sinds 2012 maakt het officieel onderdeel uit van Manchester City en daardoor ook van de City Football Group.
| Competitie              | Aantal | Jaren                        |
| ----------------------- | ------ | ---------------------------- |
| FA Women's Super League | 1x     | 2016                         |
| FA Women's Cup          | 3x     | 2016/17, 2018/19, 2019/20    |
| FA Women's League Cup   | 4x     | 2014, 2016, 2018/19, 2021/22 |

### New York City
Opgericht als twintigste franchise club van de Major League Soccer in 2013 werd New York City de tweede club van de City Football Group en tot op heden de enige club die vanaf het begin af aan is opgebouwd door de City Football Group. CFG heeft tachtig procent van de aandelen in handen, waarbij de New York Yankees de overige twintig procent in het bezit hebben. Vlak na de oprichting werden er grote namen aangetrokken om de club en het merk op de kaart te zetten, zoals Andrea Pirlo, David Villa en Frank Lampard. Het zakentijdschrift Forbes schatte de waarde van de club in 2019 op 385 miljoen dollar. De club won in 2021 haar eerste hoofdprijs, de MLS Cup.
| Competitie                       | Aantal | Jaren |
| -------------------------------- | ------ | ----- |
| MLS Cup                          | 1x     | 2021  |
| MLS Eastern Conference (playoff) | 1x     | 2021  |
| Campeones Cup                    | 1x     | 2022  |

### Melbourne City
Als een van de zeven uitbreidingsteams kwam Melbourne City in 2010, aanvankelijk als Melbourne Heart, in de A-League. In 2014 werd de club volledig overgenomen door de City Football Group. De overname kostte 12 miljoen dollar en snel na de overname werd de naam en het logo van de club veranderd. Zo ging het logo van volledig rood naar een lichtblauw rond design, waardoor het zichtbare gelijkenissen vertoond met de clubs die tot op dat moment in het bezit waren van de CFG. Het eerste grote succes werd in 2016 gevierd met het winnen van de beker. Vijf jaar later volgde het eerste landskampioenschap.
| Competitie                 | Aantal | Jaren                     |
| -------------------------- | ------ | ------------------------- |
| A-League Club Championship | 2x     | 2021/22, 2022/23          |
| A-League Champions         | 1x     | 2020/21                   |
| A-League Premiers          | 3x     | 2020/21, 2021/22, 2022/23 |
| FFA Cup                    | 1x     | 2016                      |

#### Melbourne City (vrouwen)
Nadat de City Football Group de investeringen in het vrouwenelftal van Manchester City als succesvol beschouwde besloot het ook in Melbourne een team op te zetten. In hun eerste volledige seizoen veegde ze de concurrentie volledig van de kaart, wonnen de titel en vestigde meerdere records.
| Competitie         | Aantal | Jaren                              |
| ------------------ | ------ | ---------------------------------- |
| W-League Champions | 4x     | 2015/16, 2016/17, 2017/18, 2019/20 |
| W-League Premiers  | 2x     | 2015/16, 2019/20                   |

### Yokohama F. Marinos
Op 20 mei 2014 werd bekend dat de City Football Group een minderheidsbelang had gekocht bij Yokohama F. Marinos. Nissan Motor, van origine de oprichter en eigenaar van de club, hield het meerderheidsbelang in de Marinos. CFG was de eerste buitenlandse investeerder die een groot aandeel had in een Japanse J1 League.
| Competitie       | Aantal | Jaren      |
| ---------------- | ------ | ---------- |
| J1 League        | 2x     | 2019, 2022 |
| Japanse Supercup | 1x     | 2023       |

### Montevideo City Torque
In april 2017 werd een investering aangekondigd in het Uruguayaanse Club Atlético Torque. Na de overname werd de club direct kampioen waardoor het uit zou gaan komen op het hoogste niveau. Echter degradeerde ze het daaropvolgende seizoen weer om vervolgens in 2019 weer te promoveren. In 2020 werd de club hernoemd naar Montevideo City Torque en voorzien van een nieuw logo.
| Competitie       | Aantal | Jaren      |
| ---------------- | ------ | ---------- |
| Segunda División | 2x     | 2017, 2019 |

#### Montevideo City Torque Femenino
In 2021 werd er een vrouwenelftal van Montevideo City Torque aangekondigd door de City Football Group, als onderdeel van hun verlangen het vrouwenvoetbal te ondersteunen en te laten groeien. In 2022 werden de eerste prijzen binnengehaald.
| Competitie                       | Aantal | Jaren |
| -------------------------------- | ------ | ----- |
| Segunda División                 | 1x     | 2022  |
| Torneo Segunda División Apertura | 1x     | 2022  |
| Torneo Segunda División Clausura | 1x     | 2022  |

### Girona
Op 23 augustus 2017 werd bekend dat de City Football Group 44,3% van de aandelen van Girona in handen kreeg. Girona was een paar maanden voor de overname voor het eerst in haar historie gepromoveerd naar de Primera División.
| Competitie             | Aantal | Jaren   |
| ---------------------- | ------ | ------- |
| Segunda División       | 1x     | 2021/22 |
| Supercopa de Catalunya | 1x     | 2019    |

#### Girona Femení
Hoewel de club enkele meidenteams had in de jeugdopleiding, duurde het tot 2020 voordat er ook een volwaardig vrouwenelftal deelnam aan de Spaanse competitie. Het team is anno 2022/23 actief op het vierde niveau.

### Sichuan Jiuniu
Op 20 februari 2019 kocht de CFG het Chinese Sichuan Jiuniu samen met UBtech Robotics en China Sports Capital. De achterliggende reden achter de aankoop was het vergroten van de populariteit van de CFG in China.

### Mumbai City
De City Football Group werd op 28 november 2019 aangekondigd als meerderheidsaandeelhouder van Mumbai City. De club komt uit in de Indian Super League. Na de overname wist Mumbai City in 2021 voor het eerst kampioen te worden.
| Competitie                    | Aantal | Jaren            |
| ----------------------------- | ------ | ---------------- |
| Indian Super League Champions | 1x     | 2020/21          |
| Indian Super League Premiers  | 2x     | 2020/21, 2022/23 |

### Lommel SK
In mei 2020 werd Lommel SK toegevoegd aan het netwerk van de City Football Group. Ten tijde van de overname kwam Lommel uit in de Eerste klasse B, het tweede niveau van België. CFG heeft 99% van de aandelen in handen. Belgische clubs zijn populair bij buitenlandse investeerders door goede regelingen voor spelers van buiten de Europese Unie. Naar verluidt hoefde de CFG enkel 2 miljoen euro te betalen om de openstaande schulden van de club weg te werken.

### Troyes AC
De tiende club van de City Football Group werd het Franse Troyes AC in september 2020. De club miste in het voorgaande seizoen net de promotie waardoor het als CFG-club begon in de Ligue 2. CFG betaalde 7 tot 10 miljoen euro voor de club. Eerder toonde de groep interesse in AS Nancy, maar voor die club moest het ongeveer 14 miljoen euro op tafel leggen. Het seizoen van de overname promoveerde de club alsnog naar de Ligue 1.
| Competitie | Aantal | Jaren   |
| ---------- | ------ | ------- |
| Ligue 2    | 1x     | 2020/21 |

#### Troyes ACC Féminine
Het vrouwenelftal van Troyes AC komt uit op het derde niveau van de Franse vrouwenvoetbalpiramide.

### Palermo
Het Italiaanse Palermo promoveerde na het seizoen 2021/22 naar de Serie B, nadat het een paar jaar ervoor failliet ging en terug werd gezet naar het vierde niveau. In juli 2022 betaalde de City Football Group naar schatting 6 miljoen euro voor tachtig procent van de aandelen van de club.

### EC Bahia
EC Bahia werd op 4 mei 2023 officieel toegevoegd aan het portfolio van de City Football Group.
| Competitie        | Aantal | Jaren |
| ----------------- | ------ | ----- |
| Campeonato Baiano | 1x     | 2023  |

## Partnerclubs

### Club Bolivar
De meest succesvolle club van Bolivia Club Bolívar, met 30 landskampioenschappen sinds haar oprichting in 1925, werd in januari 2021 de eerste partnerclub van de City Football Group. De reden van deze samenwerking was om het netwerk verder te verbreden. Opvallend genoeg is de president van Club Bolívar aandeelhouder van Inter Miami, een concurrent van CFG's eigen New York City.

### Vannes OC
Na de samenwerking met Club Bolívar volgde al snel een samenwerking met het Franse Vannes OC. Deze club, spelend op het vierde niveau van Frankrijk, is eigendom van Maxime Ray, die ook aandeelhouder en bestuurslid van CFG's Troyes AC is.

### Geylang International
Op 1 februari 2023 werd de Singaporese S.League-club Geylang International aangekondigd als eerste Zuidoost-Aziatische partner van de City Football Group.